# Mole (unité)
Pour les articles homonymes, voir Mole.

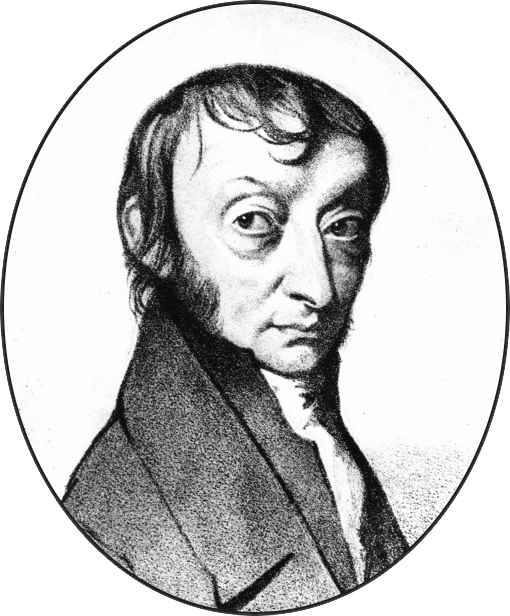
Amedeo Avogadro, qui a inspiré la constante d'Avogadro.

La mole (symbole : mol) est une des unités de base du Système international, adoptée en 1971, qui est principalement utilisée en physique et en chimie. La mole est la quantité de matière d'un système contenant exactement 6,022 140 76 × 1023 entités élémentaires (atomes, ions, molécules, etc.).
Ce nombre, appelé « nombre d'Avogadro », correspond à la valeur numérique fixée de la constante d’Avogadro, {\displaystyle N_{\text{A}}}, lorsqu’elle est exprimée en mol−1. Pour donner un ordre de grandeur, le même nombre en grains de maïs permettrait de recouvrir la surface des États-Unis d'une couche uniforme d'une épaisseur d'environ 14,5 km.
Le Bureau international des poids et mesures (BIPM) a adopté cette valeur dans les résolutions de la 26e Conférence générale des poids et mesures (CGPM) en novembre 2018, elle est applicable à partir du 20 mai 2019. Cette définition remplace celle posée en 1971 par la 14e CGPM qui définissait la mole comme « la quantité de matière d'un système contenant autant d'entités élémentaires qu'il y a d'atomes dans 0,012 kilogramme de carbone 12 ».

## Intérêt

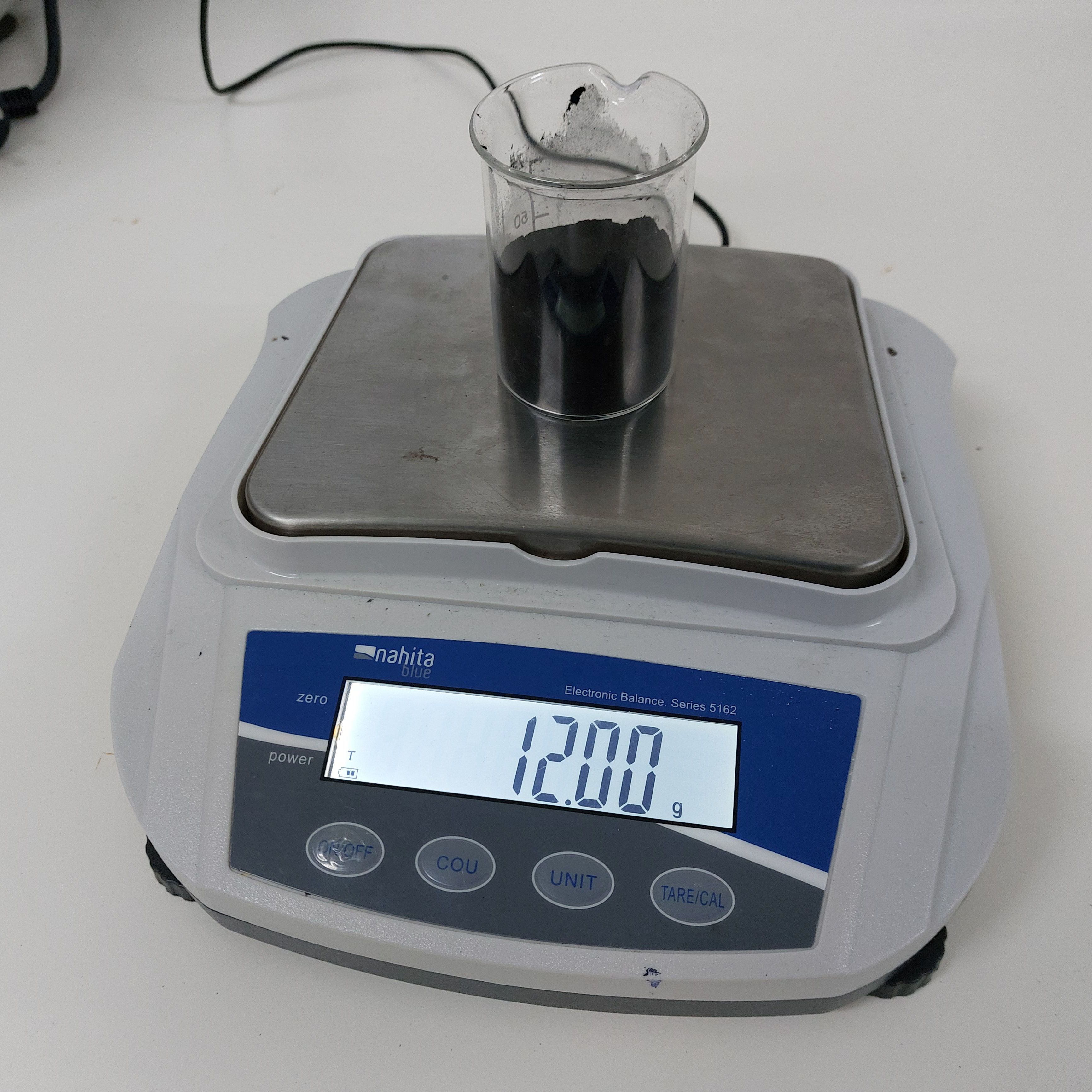
De 1971 à 2019, une mole était définie comme la quantité d'atomes contenus dans 12 g de carbone.

La mole est une unité de comptage, au même titre que la centaine, la vingtaine ou la douzaine, mais qui ne sert qu’à compter les atomes ou les molécules. Elle a la particularité d’être immense (environ six cent mille milliards de milliards d'unités). De la même manière qu'il y a autant d'éléments dans une douzaine de pommes que dans une douzaine d'œufs, il y a le même nombre d'entités dans une mole de carbone que dans une mole de plomb (c'est-à-dire 602 214 milliards de milliards d'atomes ou 602,214 trilliards d'atomes en échelle longue).
Un échantillon de matière de taille macroscopique contient un très grand nombre d'atomes. Par exemple, 6 grammes d'aluminium contiennent environ 1,34 × 1023 atomes (134 000 000 000 000 000 000 000 atomes, soit 134 000 milliards de milliards). Pour simplifier l’écriture en évitant l'utilisation d'aussi grands nombres, on a créé une unité de mesure, la mole (dans le cas présent, 6 grammes d'aluminium représentent 0,22 mole d'atomes).
Les transformations chimiques sont modélisées par des équations faisant apparaître quelques unités d'atomes et de molécules. Le passage à la mole est donc une homothétie qui permet de passer de l'échelle microscopique à une échelle macroscopique où toutes les grandeurs deviennent facilement mesurables.
L'intérêt de la constante d'Avogadro provient du fait que la masse d'une mole d'atomes (ou masse molaire atomique), lorsqu'elle est exprimée en grammes, correspond en première approximation au nombre de nucléons de cet atome (l'aluminium a une masse molaire de 27 g/mol, et l'atome d'aluminium contient 27 nucléons).

## Étymologie
Initialement, on utilisait les termes molécule-gramme et atome-gramme pour désigner la masse moléculaire (masse molaire). Le terme molécule est formé à partir du mot latin moles, signifiant « masse », sous l’influence de corpuscule, qui désigne quelque chose de très petit. Une abréviation est finalement apparue pour désigner la quantité de matière : la mole.
Le nom de « mole » date de 1897 et est une reprise (francisée dans la prononciation) de l'unité allemande Mol, utilisée par le chimiste Wilhelm Ostwald en 1894.

## Multiples
Comme toutes les unités, les multiples de la mole sont décrits avec les préfixes du Système international d'unités. Son sous-multiple le plus courant est la millimole (mmol, 10−3 mol). Son multiple le plus employé est la kilomole (kmol, 103 mol).
Il est essentiel d'indiquer la nature des entités élémentaires : une mole d’atomes, de molécules, d’ions, d’électrons, d’autres particules, de groupes de particules, etc.
Une femtomole (10−15 mol) est constituée d'exactement 602 214 076 entités. L'attomole (10−18 mol) et les quantités plus petites ne peuvent pas être réalisées exactement car elles ne correspondent pas à un nombre entier d'entités. La yoctomole (10−24 mol), égale à environ 0,6 entité, a fait des apparitions dans des journaux scientifiques l'année où le préfixe « yocto- » a été officiellement introduit.

## Formules
La quantité de matière {\displaystyle n} en moles (mol) peut être calculée selon :
avec :
- {\displaystyle N} le nombre d'entités chimiques (sans dimension) ;
- {\displaystyle N_{\text{A}}} le nombre d'Avogadro (mol−1) ;

avec :
- {\displaystyle m} la masse du composé en grammes (g) ;
- {\displaystyle M} la masse molaire du composé en grammes par mole (g mol−1) ;

avec:
- {\displaystyle V} le volume du gaz en litres (l) ;
- {\displaystyle V_{\text{m}}} le volume molaire du composé en litres par mole (l mol−1) ;

avec :
- {\displaystyle C} la concentration molaire en moles par litre (mol l−1) ;
- {\displaystyle V} le volume du composé en litres (l).